# Durango-Durango Emakumeen Saria
Durango-Durango Emakumeen Saria est une course cycliste féminine espagnole disputée au Pays basque. Créée en 1997, elle fait partie du calendrier de l'Union cycliste internationale en catégorie 1.2. Elle fait figure de course d'ouverture de l'Emakumeen Euskal Bira.

## Palmarès
| Année | Vainqueur            | Deuxième              | Troisième             |
| ----- | -------------------- | --------------------- | --------------------- |
| 2001  | Sara Felloni         | Ruth Martínez         | Rosa Bravo            |
| 2002  | Joane Somarriba      | Marta Vilajosana      | Rosa Bravo            |
| 2003  | Joane Somarriba      | Eneritz Iturriaga     | Edita Pučinskaitė     |
| 2004  | Joane Somarriba      | Jolanta Polikevičiūtė | Edita Pučinskaitė     |
| 2005  | Mirjam Melchers      | Trixi Worrack         | Theresa Senff         |
| 2006  | Susanne Ljungskog    | Dorte Lohse Rasmussen | Theresa Senff         |
| 2007  | Edita Pučinskaitė    | Mirjam Melchers       | Marta Bastianelli     |
| 2009  | Noemi Cantele        | Judith Arndt          | Emma Johansson        |
| 2010  | Marianne Vos         | Emma Johansson        | Annemiek van Vleuten  |
| 2011  | Marianne Vos         | Emma Johansson        | Judith Arndt          |
| 2012  | Emma Pooley          | Charlotte Becker      | Judith Arndt          |
| 2013  | Marianne Vos         | Emma Johansson        | Evelyn Stevens        |
| 2014  | Marianne Vos         | Lizzie Armitstead     | Emma Johansson        |
| 2015  | Emma Johansson       | Katarzyna Niewiadoma  | Elena Cecchini        |
| 2016  | Megan Guarnier       | Elisa Longo Borghini  | Emma Johansson        |
| 2017  | Annemiek van Vleuten | Shara Gillow          | Eider Merino          |
| 2018  | Anna van der Breggen | Annemiek van Vleuten  | Sabrina Stultiens     |
| 2019  | Lucy Kennedy         | Amanda Spratt         | Soraya Paladin        |
| 2020  | Annemiek van Vleuten | Anna van der Breggen  | Elisa Longo Borghini  |
| 2021  | Anna van der Breggen | Annemiek van Vleuten  | Cecilie Uttrup Ludwig |
| 2022  | Pauliena Rooijakkers | Veronica Ewers        | Cecilie Uttrup Ludwig |
| 2023  | Ashleigh Moolman     | Ane Santesteban       | Claire Steels         |
| 2024  | Cédrine Kerbaol      | Évita Muzic           | Thalita de Jong       |
| 2025  |                      |                       |                       |